# سراب شوهان (مقاطعة إسلام آباد غرب)
سراب‌شوهان (بالفارسية: سراب‌شوهان) هي قرية تقع في كرمانشاه في إيران. يقدر عدد سكانها بـ 149 نسمة بحسب إحصاء 2016.